# Ticorea
Ticorea es un género con 13 especies de plantas de flores perteneciente a la familia Rutaceae. 

## Especies seleccionadas
- Ticorea aculeata
- Ticorea bracteata
- Ticorea diandra
- Ticorea febrifuga
- Ticorea foetida
- Ticorea froesii
- Ticorea jasminiflora
- Ticorea longiflora
- Ticorea nitida
- Ticorea pedicellata
- Ticorea simplicifolia
- Ticorea tubiflora
- Ticorea unifoliolata

- Datos: Q9087548
- Multimedia: Ticorea / Q9087548
- Especies: Ticorea